# .dk
.dk (Inglês: Denmark) é o código TLD (ccTLD) na Internet para a Dinamarca.